# Igor' Zajcev
Igor' Zajcev (Chrustal'nyj, 14 marzo 1961) è un regista sovietico, dal 1991 russo.

## Filmografia parziale

### Regista
- Kanikuly strogogo režima (2009)
- Tobol (2017)
- Bėnder: Načalo (2021)
- Bėnder: Zoloto imperii (2021)